# Luís Oyama
Luís Felipe Oyama, más conocido como Luís Oyama (São José do Rio Preto, São Paulo, Brasil, 30 de enero de 1997), es un futbolista brasileño que juega como volante en el Goiás del Campeonato Brasileño de Serie A.

## Trayectoria

### Mirassol
Nacido en São José do Rio Preto, São Paulo, Luís Oyama practicó tenis desde los 10 hasta los 14 años, ganando once títulos en esa categoría. Luego, optó por el fútbol e ingresó en las categorías juveniles del Mirassol en el año 2013. Comenzó en el equipo sub-15 como mediocampista ofensivo, pero terminó identificándose con la posición de mediocampista defensivo.
Su debut en el equipo profesional de Mirassol ocurrió el 23 de julio de 2015, ingresando como sustituto en un empate en casa ante Rio Preto por 1 a 1, en la Copa Paulista de 2015. Su primer gol en su carrera se produjo el 30 de agosto, en un empate fuera de casa por 2 a 2 con XV de Piracicaba, en la Copa Paulista de 2017.
Después de destacarse en el equipo juvenil que participó en la Copa São Paulo de Futebol Júnior de 2017 y jugar algunas partidas en la Copa Paulista en años anteriores, así como en el Campeonato Paulista de 2017, Luís Oyama fue oficialmente promovido al equipo profesional para la temporada 2018.
En su primera etapa en Mirassol, disputó 55 partidos y marcó dos goles.

### Atibaia
El 12 de febrero de 2019, Luís Oyama fue anunciado por el Atibaia, con un contrato de préstamo hasta el final de la Serie A2 del Campeonato Paulista de 2019. Su debut ocurrió el 16 de febrero, ingresando como sustituto en una derrota en casa por 5 a 1 ante Água Santa, donde también anotó su primer gol para el club.
Con el Atibaia, disputó 7 partidos y marcó tres goles.

### Regreso a Mirassol
Después de jugar la Serie A2 del Campeonato Paulista de 2019 con Atibaia, Luís Oyama regresó a Mirassol. Hizo su reestreno en el club el 23 de enero de 2020, siendo titular en un empate fuera de casa por 1 a 1 ante Ferroviária, en el Campeonato Paulista de 2020.
En su segunda etapa en Mirassol, disputó 10 partidos y no marcó goles.

### Ponte Preta
El 6 de julio de 2020, Ponte Preta anunció la contratación de Luís Oyama, con un contrato de préstamo hasta el final de la temporada. Su primer partido con el club fue el 8 de agosto, siendo titular en una derrota en casa por 1 a 0 ante América Mineiro, en la Serie B de 2020. Sin embargo, en el campo no rindió según lo esperado. Llegó con el estatus de titular indiscutible en el equipo, pero fue muy cuestionado en la parte defensiva.
Con Ponte Preta, jugó 24 partidos y no marcó goles.

### Segundo regreso a Mirassol
Después de jugar la Serie B de 2020 con Ponte Preta, Luís Oyama regresó a Mirassol al finalizar su contrato de préstamo. Su reestreno en el club fue el 27 de febrero, siendo titular en la victoria fuera de casa por 2 a 1 sobre São Bento, en el Campeonato Paulista de 2021.
En su tercera etapa en Mirassol, jugó 11 partidos y no marcó goles.

### Botafogo
El 31 de mayo de 2021, Botafogo anunció la contratación de Luís Oyama, con un contrato de préstamo hasta finales de año. Su debut fue el 5 de junio, siendo titular en una victoria en casa por 2 a 0 sobreCoritiba, en la Serie B de 2021. Su primer gol con el club ocurrió el 17 de junio, en un empate fuera de casa por 2 a 2 con Londrina.
Luís Oyama fue uno de los destacados en la campaña del título de la Serie B de 2021 con Botafogo, recibiendo varias ofertas de equipos brasileños y del extranjero. Jugó 31 partidos y marcó dos goles con el club.

### Tercer regreso a Mirassol
Después de que las ofertas del Botafogo para retener al jugador no fueran aceptables para Mirassol, su contrato no fue renovado y Luís Oyama regresó al club para la temporada 2022. Su reestreno fue el 27 de enero, siendo titular en una victoria en casa por 3 a 1 sobre Red Bull Bragantino, en el Campeonato Paulista de 2022.
En su cuarta etapa en Mirassol, jugó 14 partidos y no marcó goles.

### Regreso a Botafogo
El 21 de marzo de 2022, se confirmó el regreso de Luís Oyama a Botafogo, con un contrato válido por 4 años.

## Vida personal
Luís Oyama es descendiente de japoneses. Los abuelos del jugador por parte de padre nacieron en Japón y emigraron a Brasil. La bisabuela por parte de madre también nació en Japón y emigró a Brasil.